# Isopeda queenslandensis
Isopeda queenslandensis là một loài nhện trong họ Sparassidae.
Loài này thuộc chi Isopeda. Isopeda queenslandensis được Arthur Stanley Hirst miêu tả năm 1992.